# Décès en août 1943
Décès
- 1939
- 1940
- 1941
- 1942
- 1943
- 1944
- 1945
- 1946
- 1947

Pour une information complémentaire, voir la page d'aide.

| Date    | Nom           | Pays                   | Activités         | Âge | Source |
| ------- | ------------- | ---------------------- | ----------------- | --- | ------ |
| 24 août | Antonio Alice | Drapeau de l'Argentine | Peintre argentin. | 57  |        |